# L.A. Friday (Live 1975)
L. A. Friday (Live 1975) je koncertní album britské rockové skupiny The Rolling Stones, které vyšlo v roce 2012. Album vyšlo jako součást archivované edice From the Vault. Album bylo nahráváno v Los Angeles v Kalifornii během turné po Severní Americe v roce 1975.

## Seznam skladeb
| Pořadí | Skladba                                                    | Délka |
| ------ | ---------------------------------------------------------- | ----- |
| 1.     | "Honky Tonk Women"                                         | 5:29  |
| 2.     | "All Down the Line"                                        | 4:05  |
| 3.     | "If You Can't Rock Me / Get Off of My Cloud"               | 7:26  |
| 4.     | "Star Star"                                                | 4:45  |
| 5.     | "Gimme Shelter"                                            | 6:12  |
| 6.     | "Ain't Too Proud to Beg" (Norman Whitfield, Eddie Holland) | 4:25  |
| 7.     | "You Gotta Move" (Fred McDowell, Gary Davis)               | 4:32  |
| 8.     | "You Can't Always Get What You Want"                       | 15:23 |
| 9.     | "Happy"                                                    | 3:59  |
| 10.    | "Tumbling Dice"                                            | 5:23  |
| 11.    | představení skupiny                                        | 1:20  |
| 12.    | "It's Only Rock 'n Roll (But I Like It)"                   | 6:04  |
| 13.    | "Doo Doo Doo Doo Doo (Heartbreaker)"                       | 5:02  |
| 14.    | "Fingerprint File"                                         | 9:23  |
| 15.    | "Angie"                                                    | 5:18  |
| 16.    | "Wild Horses"                                              | 7:25  |
| 17.    | "That's Life" (Billy Preston)                              | 3:17  |
| 18.    | "Outa-Space" (Billy Preston, Joe Greene)                   | 4:04  |
| 19.    | "Brown Sugar"                                              | 4:15  |
| 20.    | "Midnight Rambler"                                         | 15:15 |
| 21.    | "Rip This Joint"                                           | 2:06  |
| 22.    | "Street Fighting Man"                                      | 4:05  |
| 23.    | "Jumpin' Jack Flash"                                       | 6:57  |
| 24.    | "Sympathy for the Devil"                                   | 10:21 |

## Obsazení
The Rolling Stones
- Mick Jagger – zpěv, harmonika, kytara
- Keith Richards – kytara, doprovodné vokály, zpěv
- Ronnie Wood – kytara, baskytara, doprovodné vokály
- Bill Wyman – baskytara, syntezátor
- Charlie Watts – bicí, perkuse

Doprovodní hudebníci
- Ollie E. Brown – perkuse, bicí, doprovodné vokály
- Billy Preston – piáno, Hammondovy varhany, clavinet, syntezátor, doprovodné vokály, zpěv
- Ian Stewart – piáno
- Bobby Keys – saxofon
- Steve Madaio – trubka
- Trevor Lawrence – saxofon
- Jesse Ed Davis – kytara
- The Steel Association – perkuse